# Chiesa di San Giacomo di Corte
La chiesa di San Giacomo di Corte - nonché santuario di Nostra Signora della Lettera - è un luogo di culto cattolico situato nel quartiere di Corte, in via San Francesco d'Assisi, nel comune di Santa Margherita Ligure nella città metropolitana di Genova. La chiesa è sede della parrocchia di San Giacomo del vicariato di Rapallo-Santa Margherita Ligure della diocesi di Chiavari.

## Storia

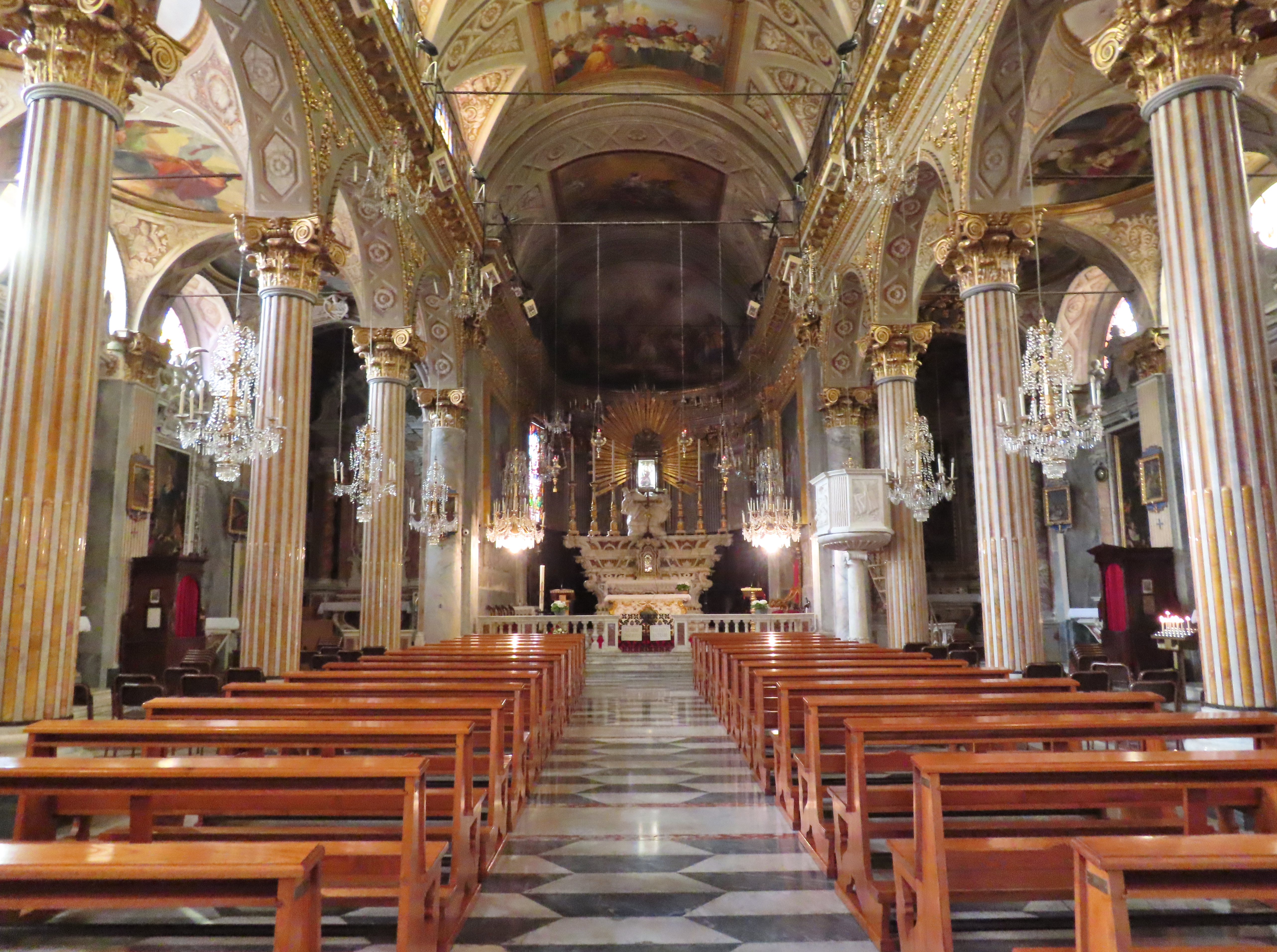
La navata centrale

Secondo una tradizione popolare il culto religioso verso Nostra Signora della Lettera è legato ad una statua in legno che, come racconta la leggenda, fu trovata nello specchio acqueo della baia di Corte da alcuni pescatori il 20 giugno del 1783. Uno dei marinai, accortosi della figura lignea in mare, riuscì a raggiungere l'effigie e ad issarla a bordo della barca. Un'onda improvvisa però fece sì che la statua ricadde in mare, ma nuovamente fu riportata a bordo e nascosta nel fondo dell'imbarcazione.
Giunti sulla spiaggia alcuni bambini scoprirono la statua, nascosta dai marinai, richiamando così l'attenzione degli abitanti di Corte che si accordarono con i pescatori a donare la scultura alla locale chiesa di San Giacomo.
In seguito si venne a sapere che tale statua, ritraente la Vergine Maria con il Bambino Gesù sulla mano sinistra e sulla destra una lettera, non fu altro che una copia dell'immagine venerata nel maggiore santuario di Messina posta sul frontone della dogana messinese, di fronte al porto. Questa statua mariana cadde in mare a seguito di un forte terremoto che colpì l'Italia meridionale nel 1783, e le correnti marine trasportarono la scultura al largo di Santa Margherita Ligure.
Annualmente vi si celebrano i festeggiamenti patronali l'ultima domenica di luglio portando la statua in processione assieme ai tradizionali crocifissi in legno.

## Descrizione

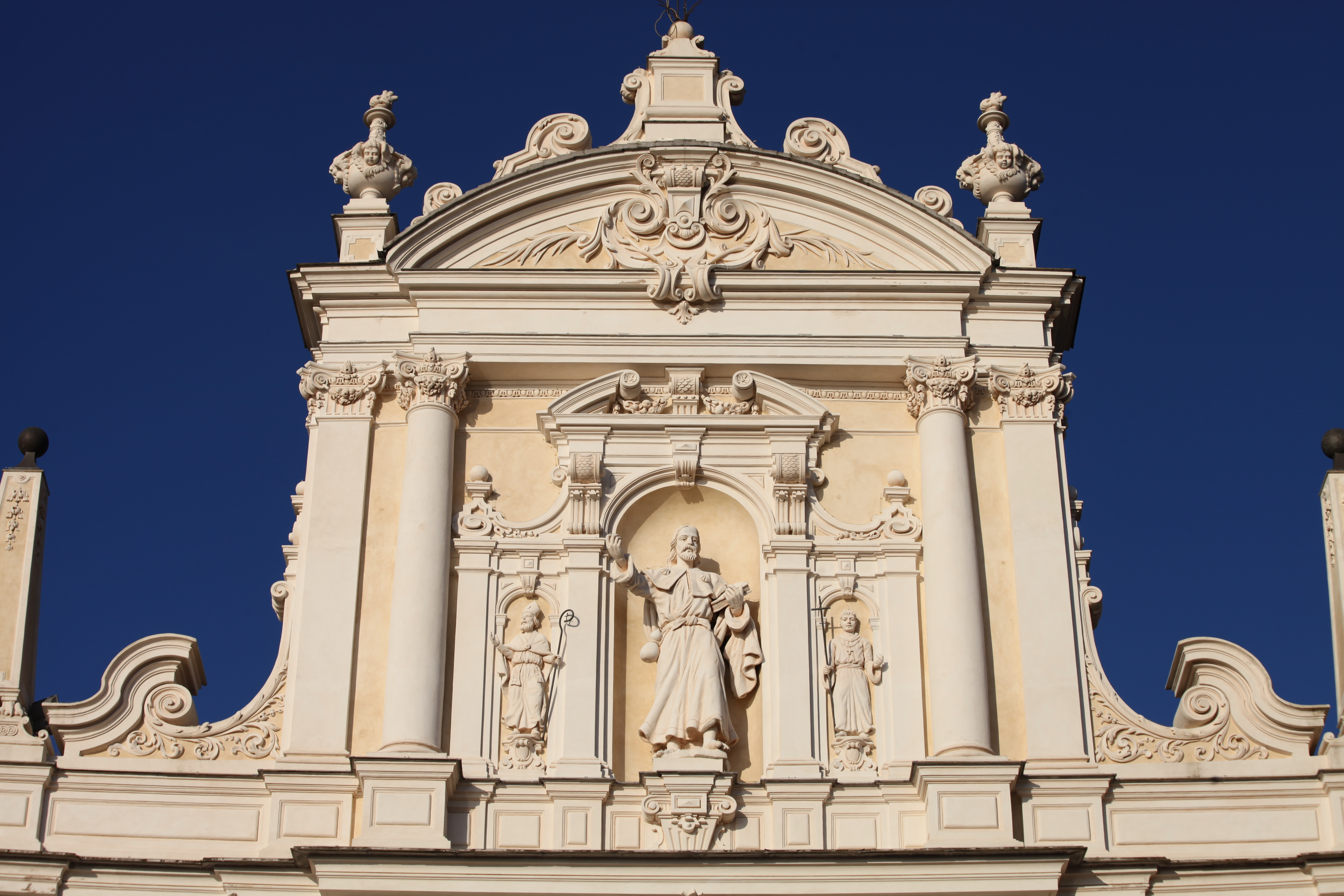
Particolare della facciata

L'attuale chiesa parrocchiale fu costruita nel corso del XVII secolo, ma alcune fonti storiche documentano l'edificio già a partire dall'anno 1000; essa fu soggetta inizialmente all'abbazia di San Fruttuoso, nella baia omonima.
L'edificio è diviso a tre navate e all'interno sono presenti, oltre alla già citata statua della Madonna della Lettera scolpita nel 1766 da ignoto scultore, anche diversi cicli di affreschi del pittore Nicolò Barabino. La facciata in stile barocco ospita al centro, in una nicchia, la statua marmorea di san Giacomo.